# Taxi aux Pays-Bas
 (octobre 2015).
Si vous disposez d'ouvrages ou d'articles de référence ou si vous connaissez des sites web de qualité traitant du thème abordé ici, merci de compléter l'article en donnant les références utiles à sa vérifiabilité et en les liant à la section « Notes et références ».

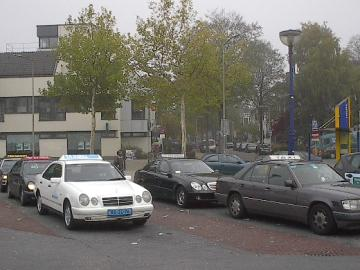
Taxis des Pays-Bas

Les taxis aux Pays-Bas sont des véhicules reconnaissables à la borne posée sur l'arrière du toit et à leurs plaques d'immatriculation bleue. La facturation se fait à l'aide d'un taximètre. En 2000, on estimait qu'il y avait entre 30 000 et 40 000 travailleurs dans le secteur du taxi.

## Règlementation
Depuis 1er janvier 2006, les nouveaux chauffeurs de taxi hollandais sont obligés d'être titulaire d'un diplôme qui valide leur maîtrise du volant et leur aptitude médicale à la conduite. 

### Tarification

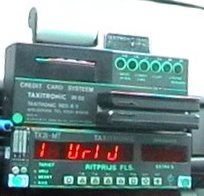
Taximètre batave

Les taxis sont équipés de taximètre à imprimante. Cet appareil calcule le prix de la course qui sera facturée au client. 
Le prix des trajets est règlementé par le ministère qui fixe des tarifs maximums. Les tarifs varient en fonction des sociétés de taxi. Depuis 2007, le prix de la course se décompose en deux parties : la prise en charge et un prix proportionnel à la distance. Il peut aussi être ajouté un tarif d'attente, lui aussi règlementé. Une nouvelle tarification a été introduite en février 2008. La tarification au kilomètre ne commence plus qu'à partir du 3e kilomètre (les deux premiers kilomètres étant dorénavant compris dans la prise en charge).
Tarifs maximums (2008)
- Prise en charge : 7,50 euro (12,20 euro pour un taxi 8 places)
- Tarif au kilomètre : 2,20 euro par kilomètre (2,52 euro pour un taxi 8 places)
- Tarif d'attente : 33 euro de l'heure (tous taxis)

Les véhicules de petite remise ne sont pas munis de taximètre car le prix de la course est forfaitaire.

## Divers
Certaines entreprises hollandaises de taxi sont certifiées ISO 9001, comme l'entreprise City Tax Kerkrade B.V. qui fut la première à obtenir cette certification.